# Университет Небраски
Университет Небраски — система вузов, объединяющая государственные университеты штата Небраска. Основана в 1869 году с одним кампусом в Линкольне, впоследствии включила ещё три университета и технический сельскохозяйственный колледж.
Главный вуз — Университет Небраски в Линкольне. Небрасский университет в Омахе основан в 1908 году, принят в систему Университета Небраски в 1968 году. Университет Небраски в Керни основан в 1905 году, вошёл в систему в 1991 году. Медицинский центр Университета Небраски основан в Омахе как медицинская школа, стал частью Университета Небраски в 1902 году. Небрасский технический сельскохозяйственный колледж расположен в Кёртисе.